# Foametea din Uniunea Sovietică din 1930–1933
Foametea din Uniunea Sovietică din 1930–1933 a fost o foamete în cele mai importante regiuni producătoare de cereale din Uniunea Sovietică, printre care s-au numărat Ucraina, Caucazul de Nord, Povolgia, Kazahstan, Uralii de sud și Siberia apuseană. Estimările estimează că între 5,7 și 8,7 milioane de oameni au murit de foamete în Uniunea Sovietică. Printre factorii majori care au contribuit la foamete se numără: colectivizarea forțată a agriculturii ca parte a primului plan cincinal, achiziția forțată de cereale, combinată cu industrializarea rapidă, scăderea forței de muncă în agricultură și o serie de secete severe. În această perioadă, guvernul sovietic și-a intensificat persecuția împotriva culacilorilor (chiaburilor). 
Liderul sovietic Iosif Vissarionovici Stalin a ordonat autorităților să „lichideze ca clasă” culacii, care erau fermieri bogați, proprietari de terenuri,{{efn|Obiectivul oficial de lichidare a culacilor a venit fără instrucțiuni precise și a încurajat liderii locali să ia măsuri radicale, care au dus la eliminarea fizică a chiaburilor. Campania de lichidare a clasei culacilor a constituit partea principală a politicilor de inginerie socială ale lui Stalin la începutul anilor 1930.
Unii cercetători care susțin teza foametei ca genocid, în special în Kazahstan și Ucraina, subliniază sensul literal ca reprezentând „intenție de genocid”, în timp ce alți cercetători nu sunt de acord.
Persecuția împotriva culacilor a continuat încă din timpul războiului civil și nu s-a mai redus niciodată complet. Odată ce colectivizarea agriculturii a fost implementată pe scară largă, persecuția împotriva culacilor a crescut, ceea ce a culminat cu o campanie sovietică de represiune politică, inclusiv arestări, deportări și execuții ale unui număr mare de culaci în 1929-1932. Unii culaci au ripostat prin acte de sabotaj, cum ar fi uciderea animalelor și distrugerea culturilor destinate consumului muncitorilor din fabrici. În ciuda numărului tot mai mare de morți, Stalin a ales să continue Planul de cinci ani și colectivizarea. Până în 1934, Uniunea Sovietică a instituit o bază industrială, însă cu prețul a milioane de vieți omenești.
Unii cercetători au clasificat foametea care a avut loc în Ucraina și Kazahstan drept genocid de care s-a făcut vinovat guvernul lui Stalin,, care i-a vizat în mod clar pe etnicii ucraineni și kazahi. Alții contestă relevanța oricărei motivații etnice, așa cum implică frecvent acest termen, și se concentrează asupra dinamicii de clasă care a existat între țăranii proprietari de pământ (culacii), cu interese politice puternice, care au fost orientate spre apărarea proprietății private, și principiile fundamentale ale partidului comunist sovietic la putere, care erau diametral opuse acestor interese. Gareth Jones a fost primul jurnalist occidental care a relatat despre tragedie.

## Opinii academice

### Dezbateri despre genocid
Recunoașterea Holodomorului ca genocid rămâne o problemă semnificativă în politica modernă, iar dezbaterea dacă politicile sovietice s-ar încadra sau nu în definiția legală a genocidului este controversată. Mai mulți cercetători, au contestat acuzația că foametea a fost o campanie de genocid inițiată de guvernul sovietic, printre aceștia numărându-se J. Arch Getty, Stephen G. Wheatcroft, R. W. Davies, și Mark Tauger. Getty a susținuț că „opinia covârșitoare a cercetătorilor care lucrează în noile arhive... este că teribila foamete din anii '30 a fost mai degrabă rezultatul unei erori și rigidități staliniste decât al unui genocid planificat”. Wheatcroft consideră că politicile guvernului sovietic din timpul foametei au fost acte criminale de fraudă și ucidere din culpă, deși nu crimă sau genocid. Istoricul american Stephen Kotkin, biograf al lui Stalin, afirmă că, deși „nu este pusă la îndoială responsabilitatea lui Stalin pentru foamete” și că multe decese ar fi putut fi prevenite dacă nu ar fi fost măsurile contraproductive și insuficiente ale sovieticilor, nu există nicio dovadă a intenției lui Stalin de a-i ucide în mod deliberat pe ucrainenei.
Profesorul de economie Michael Ellman a criticat viziunea lui Davies și Wheatcroft asupra intenției ca fiind prea restrictivă, afirmând: „Potrivit lor [Davies și Wheatcroft], doar întreprinderea unei acțiuni al cărei unic obiectiv este de provocarea morții țăranilor contează ca intenție. Întreprinderea unei acțiuni cu un alt scop (de exemplu, exportul de cereale pentru a importa utilaje), dar despre care actorul știe cu siguranță că va provoca, de asemenea, moartea țăranilor prin înfometare, nu contează ca fiind o acțiune intenționată de înfometare a țăranilor. Totuși, aceasta este o interpretare a intenției care se opune interpretării juridice generale.”  Sociologul Martin Shaw este de acord cu acest punct de vedere, deoarece el susține că, dacă un lider știa că rezultatul final al politicilor sale va fi moartea în masă prin foamete, dar continuă să le pună în aplicare oricum, aceste decese pot fi considerate ca fiind plănuite (în accepțiunea dreptului penal), chiar dacă aceasta nu a fost singura intenție a politicilor. Wheatcroft, la rândul său, critică acest punct de vedere cu privire la foametea sovietică, deoarece consideră că așteptările mari ale planificatorilor centrali au fost suficiente pentru a demonstra ignoranța lor cu privire la consecințele finale ale acțiunilor lor și că rezultatul acestora va fi foametea. Ellman afirmă că Stalin a comis în mod clar crime împotriva umanității, dar dacă a comis genocid depinde de definițiile genocidului:681–682, 686 și multe alte evenimente ar trebui să fie considerate de asemenea genocide.
 În plus, Ellman critică obsesia pentru „unicul stalinist malefic” atunci când vine vorba de numărul excesiv de decese cauzate de foamete și argumentează că foametea și seceta au fost evenimente comune în întreaga istorie rusă, inclusiv foametea din Rusia din 1921-1922, care a avut loc înainte ca Stalin să ajungă la putere. De asemenea, el afirmă că foametea a fost răspândită în întreaga lume în secolele XIX și XX în țări precum China, India, Irlanda și Rusia. Potrivit lui Ellman, membrii G8 „se fac vinovați de omor în masă sau de decese în masă din neglijență criminală din cauza faptului că nu au luat măsuri evidente pentru a reduce numărul de decese în masă”, iar comportamentul lui Stalin „nu a fost mai rău decât cel al multor conducători din secolele al XIX-lea și al XX-le”. 
Tauger dă mai multă însemnătate dezastrelor naturale, pe lângă recolte proaste, eforturile insuficiente de ajutorare și incompetența și paranoia liderilor sovietici în ceea ce privește amenințările străine și țărănii speculanți, și a declarat că „rechizițiile dure din 1932-1933 nu au făcut decât să deplaseze foametea din zonele urbane”, dar recolta scăzută „a făcut ca foametea să fie inevitabilă”. Tauger a declarat că este dificil de acceptat foametea „ca rezultat al achizițiilor de cereale din 1932 și ca un act conștient de genocid”, dar că „regimul a fost totuși responsabil pentru privațiunile și suferințele populației sovietice la începutul anilor 1930” și că, "în orice caz, aceste date arată că efectele [colectivizării și industrializării forțate] au fost mai grave decât s-a presupus”.

Unii istorici și cercetători descriu foametea ca fiind un genocid împotriva kazahilor comis de statul sovietic; cu toate acestea, există puține dovezi care să susțină acest punct de vedere. Istoricul Sarah Cameron susține că, deși Stalin nu a avut intenția de a-i înfometa pe kazahi, a considerat că moartea unora erau un sacrificiu necesar pentru a atinge obiectivele politice și economice ale regimului. Cameron consideră că, deși foametea combinată cu o campanie împotriva nomazilor nu a fost un genocid în sensul definiției ONU, aceasta respectă conceptul original de genocid al lui Raphael Lemkin, care considera că distrugerea culturii are același caracter de genocid ca și anihilarea fizică. Cameron susține, de asemenea, că foametea a fost o crimă împotriva umanității. Wheatcroft comentează că, în această ordine de idei, cultura țărănească a fost de asemenea distrusă de încercarea de a crea un „om nou sovietic”, în recenzia sa la cartea ei. Niccolò Pianciola, profesor asociat de istorie la Universitatea Nazarbaev, merge mai departe și susține că, din punctul de vedere al lui Lemkin asupra genocidului, toți nomazii din Uniunea Sovietică au fost victime ale crimei, nu doar kazahii.

### Cauze
Spre deosebire de foametea din Rusia din 1921-1922, seceta intermitentă în zonele afectate nu a fost severă în această perioadă. În ciuda acestui fapt, istoricul Stephen G. Wheatcroft spune că „au existat două recolte proaste în 1931 și 1932, în mare parte, dar nu în totalitate, ca rezultat al condițiilor naturale”, în cadrul Uniunii Sovietice. Cel mai important factor natural în foametea din Kazahstan a fost „djud-ul” (dezastrul natural din stepă) din 1927-1928, care a fost o perioadă de frig extrem, în care vitele au fost afectate de foame și, de asemenea, nu au putut să pășuneze. Istoricul Mark Tauger de la West Virginia University sugerează că foametea a fost cauzată de o combinație de factori: recolta scăzută din cauza dezastrelor naturale, cererea crescută de alimente cauzată de urbanizarea și industrializarea în Uniunea Sovietică, precum și de exporturile de cereale de către stat în același timp. În ceea ce privește exporturile, Michael Ellman afirmă că exporturile de cereale din 1932-1933 s-au ridicat la 1,8 milioane de tone, ceea ce ar fi fost suficient pentru hrănirea a 5 milioane de oameni timp de un an.
Potrivit unei cercetări de arhivă publicate de Biblioteca Congresului Statelor Unite ale Americii în iunie 1992, industrializarea a devenit un mecanism de declanșare a foametei. Primul plan cincinal al lui Stalin, adoptat de partid în 1928, prevedea o industrializare rapidă a economiei. Având în vedere că cea mai mare parte a investițiilor a fost în industria grea, au apărut penurii generalizate de bunuri de consum, în timp ce forța de muncă urbană era, de asemenea, în creștere.
Se aștepta ca, în același timp, colectivizarea utilizată să îmbunătățească productivitatea agricolă și să producă rezerve de cereale suficient de mari pentru a hrăni forța de muncă urbană în creștere. Excedentul anticipat urma să finanțeze industrializarea. Culacii (chiaburii), care erau țăranii cei mai bogați, s-au confruntat cu o ostilitate deosebită din partea regimului stalinist. Aproximativ un milion de gospodării de chiaburi (1.803.392 de persoane, conform datelor din arhivele sovietice) au fost lichidate în Uniunea Sovietică. Proprietățile culacilor au fost confiscate, iar chiaburii și membrii familiilor lor au fost executați, întemnițați în Gulag sau deportați în lagăre penale de muncă din republicile vecine într-un proces numit deculacizare. Colectivizarea forțată a țăranilor rămași a întâmpinat adesea o rezistență acerbă, ceea ce a dus la o reducere dezastruoasă a productivității agricole. Colectivizarea forțată a ajutat la atingerea obiectivului lui Stalin de industrializare rapidă, dar a contribuit și la o foamete catastrofală în 1932-1933.
Potrivit unor cercetători, colectivizarea în Uniunea Sovietică și lipsa industriilor favorizate au fost principalii factori care au contribuit la mortalitatea cauzată de foamete (52% din decesele), iar unele dovezi arată că etnicii ucraineni și germani au fost discriminați. Lewis H. Siegelbaum, profesor de istorie la Universitatea de Stat din Michigan, a afirmat că Ucraina a fost lovită în mod special de rechiziția cotelor de cereale, care au fost stabilite la niveluri pe care majoritatea fermelor nu le puteau produce. Recolta din 1933 a fost slabă, la care s-a adăugat nivelul extrem de ridicat al cotelor, ceea ce a dus la condiții de foamete. Penuria a fost pusă pe seama sabotajului chiaburilor, iar autoritățile au distribuit proviziile disponibile în principal în zonele urbane. Conform unei lucrări a Centrului pentru Cercetare în Domeniul Politicilor Economice publicată în 2021 de Andrei Markevich, Natalya Naumenko și Nancy Qian, regiunile cu o pondere mai mare de populație ucraineană au fost lovite mai puternic cu politici planificate la nivel central. Zonele cu populație majoritar ucraineană au primit un număr mai mic de tractoare, care ar fi permis creșterea producției agricole și o reducere a mortalității cauzate de foamete. Concluzia autorilor a fost că, în cele din urmă, 92% din decesele cauzate de foamete doar în Ucraina și 77% din decesele totale cauzate de foamete în Ucraina, Rusia și Belarus pot fi explicate prin prejudecăți sistematice împotriva ucrainenilor. Explicarea foametei ca având drept cauză colectivizarea și cotele mari de achiziții este oarecum pusă sub semnul întrebării de faptul că regiunile din Ucraina cu cele mai mari pierderi au fost Kiev și Harkov, care au produs cantități mult mai mici de cereale decât alte secțiuni ale țării. O posibilă explicație pentru acest lucru a fost faptul că Harkov și Kiev și-au îndeplinit și depășit planurile de rechiziție de cereale în 1930, ceea ce a dus la faptul că raioanele din aceste regiuni și-au dublat cotele de rechiziție în 1931, în comparație cu creșterea medie națională a ratei de achiziție de doar 9%. În timp ce în Harkov și Kiev cotele au crescut, în regiunea Odesa și în unele raioane din regiunea Dnepropetrovsk cotele de achiziție au scăzut. Potrivit lui Nataliia Levchuk de la Institutul de Demografie și Studii Sociale Ptoukha, „distribuirea cotelor de rechiziție de cereale din 1931, majorate în mare măsură, în raioanele Harkov și Kiev a fost foarte inegală și nejustificată, deoarece a fost făcută în mod disproporționat în raport cu procentul de suprafață însămânțată cu grâu și cu capacitatea lor potențială de producere a cereale”.
According to Nataliia Levchuk of the Ptoukha Institute of Demography and Social Studies, "the distribution of the largely increased 1931 grain quotas in Kharkiv and Kyiv oblasts by raion was very uneven and unjustified because it was done disproportionally to the percentage of wheat sown area and their potential grain capacity." Oleh Wolowyna consideră că rezistența țărănească și represiunea care a urmat acestei rezistențe a fost un factor critic pentru foametea din Ucraina și din părți ale Rusiei populate de minorități naționale, cum ar fi germanii și ucrainenii, care, potrivit autorităților sovietice, ar fi fost afectate de „fascism și naționalism burghez”.
Istoricul Stephen G. Wheatcroft a dat mai multă greutate „politicilor prost concepute” ale guvernului sovietic și, în special, a evidențiat faptul că, deși politica nu a vizat în mod specific Ucraina, aceasta a avut cel mai mult de suferit din „motive demografice”. Wheatcroft afirmă că principala cauză a foametei a fost lipsa de cereale. Potrivit lui Wheatcroft, recolta de cereale din Uniunea Sovietică înainte de foamete a fost mică, între 55 și 60 de milioane de tone,:xix-xxi probabil în parte cauzată de vremea umedă și de mecanizarea scăzută, deși statisticile oficiale au raportat în mod eronat (conform lui Wheatcroft și altora) o producție de 68,9 milioane de tone. În ceea ce privește reacția statului sovietic la această criză, Wheatcroft comentează: „Recolta bună din 1930 a dus la deciziile de a exporta cantități substanțiale de cereale în 1931 și 1932. Liderii sovietici au presupus, de asemenea, că colectivizarea activității de creștere a animalelor va duce la o creștere rapidă a producției de carne și lactate. Aceste politici au eșuat, iar liderii sovietici au atribuit eșecul nu propriei lor lipse de realism, ci mașinațiunilor inamicilor. Rezistența țăranilor a fost pusă pe seama culacilor, iar creșterea utilizării forței pe scară largă a înlocuit aproape complet încercările de convingere”. Wheatcroft spune că autoritățile sovietice au refuzat să reducă rechizițiile de cereale în ciuda recoltei scăzute, și că "[lucrarea lui Wheatcroft și a colegului său] a confirmat - dacă mai era nevoie de o confirmare - faptul că această campanie pentru cereale din 1932/33 a fost fără precedent de dură și represivă”.
 În timp ce Wheatcroft respinge caracterizarea de genocid a foametei, el afirmă că „această campanie de colectare a cerealelor a fost asociată cu inversarea politicii anterioare de ucrainizare”.
Mark Tauger a estimat o recoltă de 45 de milioane de tone, o estimare chiar mai mică decât cea a lui Wheatcroft, bazată pe date colectate din 40% din fermele colective, o estimare care a fost criticată de alți cercetători. Tauger a sugerat că alternanța perioadelor secetă, vreme umedă și inundarea câmpurilor de către ploile abundente au afectat recolta. 
Teoria potrivit căreia ploile puternice au fost o cauză a foametei a fost criticată de cercetători, care consideră că aceasta contrazice teoria lui Wheatcroft, potrivit căreia seceta a fost cauza principală a recoltei slabe. Tauger a sugerat că recolta a fost redusă de alți factori naturali, printre care ciuperca endemică a grâului și roiurile de insecte. Potrivit lui Tauger, vremea caldă și umedă a stimulat creșterea buruienilor, care a fost insuficient tratată din cauza tehnologiei agricole primitive și a lipsei de motivație pentru muncă în rândul țăranilor. Tauger a susținut că atunci când țăranii au amânat recoltarea ca parte a rezistenței lor la colectivizare, au produs o recoltă excesivă, care a fost mâncată de o infestare de șoareci, care au distrus depozitele de cereale și au mâncat furajele pentru animale, situație care s-a agravat prin căderea de zăpadă abundentă.

## Politicile și evenimentele

### Campania împotriva culacilor și „bailor” kazahi
În februarie 1928, ziarul Pravda a publicat pentru prima dată materiale care pretindeau că îi demască pe culaci și descriau dominația generalizată a țăranilor bogați în mediul rural și invadarea celulelor de partid de către culaci. Exproprierea stocurilor de cereale de la culaci și țăranii din clasa de mijloc a fost numită „măsură temporară de urgență”. Mai târziu, măsurile temporare de urgență s-au transformat într-o politică de „eliminare a culacilor ca clasă”. Apelul partidului la politica de eliminare a culacilor ca clasă a fost formulat de Stalin, care a declarat: „Pentru a-i elimina pe culaci ca clasă, rezistența acestei clase trebuie zdrobită în bătălie deschisă și trebuie să fie privată de sursele productive ale existenței și dezvoltării sale (utilizarea liberă a pământului, instrumentele de producție, închirierea terenurilor, dreptul de a angaja forță de muncă etc.). Aceasta reprezintă o cotitură către politica de eliminare a culacilor ca clasă. Fără aceasta, discuția despre eliminarea culacilor ca clasă este o vorbă goală, acceptabilă și profitabilă doar pentru devianții de dreapta.” Iosif Vissarionovici Stalin a anunțat „lichidarea culacilor ca clasă” la 27 decembrie 1929. Stalin a spus: „Acum avem ocazia să desfășurăm o ofensivă hotărâtă împotriva cula, să le înfrângem rezistența, să-i eliminăm ca clasă și să înlocuim producția lor cu producția colhozurilor și sovhozurilor”. În campania de represiune împotriva culacilor care a urmat, peste 1,8 milioane de țărani au fost deportați în 1930-1931. Scopul declarat al campaniei era să combată contrarevoluția și să construiască socialismul în mediul rural. Această politică, desfășurată simultan cu colectivizarea agriculturii, a adus efectiv întreaga agricultură și toți muncitorii din Rusia sovietică sub controlul statului.
Tot în 1928, în Kazahstanul sovietic, autoritățile au demarat o campanie de confiscare a vitelor de la kazahii mai bogați, care erau numiți „bai”, campanie cunoscută sub numele de „Micul Octombrie.” Campania de confiscare a fost desfășurată de kazahi împotriva altor kazahi, iar acei kazahi trebuiau să decidă cine era bai și cât de mult să le confiște. Această implicare a fost menită să-i facă pe kazahi participanți activi la transformarea societății kazahe. Se estimează că mai mult de 10.000 de „bai” au fost deportați în timpul acestei campanii.

### Sacrificarea animalelor
În timpul colectivizării, țăranilor li s-a cerut să renunțe la animalele din fermele proprii în favoarea autorităților guvernamentale. Mulți au ales să își sacrifice animalele în loc să le cedeze fermelor colective. În primele două luni ale anului 1930, țăranii au ucis milioane de bovine, cai, porci, oi și capre, carnea și pieile fiind consumate sau vândute la schimb. În 1934, Congresul al 17-lea al Partidului Comunist al întregii Uniuni (bolșevici) a raportat că 26,6 milioane de capete de vite și 63,4 milioane de oi au fost pierdute. Ca răspuns la scarisficarea pe scară largă a animalelor,  Sovietul Comisarilor Poporului (Sovnarkom) a emis decrete prin care a declarat ilegală „sacrificarea prădalnică a animalelor” (rusă хищнический убой скота).

### Erorile agrotehnice
Istoricul Stephen G. Wheatcroft enumeră patru probleme pe care autoritățile sovietice le-au ignorat și care ar fi împiedicat progresul tehnologiei agricole și care au contribuit în cele din urmă la foamete ref name="Davies & Wheatcroft 2004"/>:
- „Extinderea excesivă a suprafeței însămânțate” – randamentul culturilor a fost redus și de unele boli ale plantelor cauzate de cultivarea unor terenurilor de curând desțelenite.
- „Scăderea forței de tracțiune” – cultivarea excesivă a cerealelor a dus la pierderea hranei pentru animalele de tracțiune, ceea ce, la rândul său, a redus eficiența operațiunilor agricole.
- „Calitatea cultivării” – plantarea, recoltarea și cu aratul au fost de slabă calitate din cauza lucrătorilor lipsiți de experiență și demoralizați și a lipsei forței de tracțiune menționate mai sus.
- „Vremea nefavorabilă” – seceta și alte condiții meteorologice nefavorabile au fost în mare parte ignorate de autoritățile sovietice, care au mizat pe vremea bună și au crezut că dificultățile agricole vor fi depășite.

### Rechiziționarea alimentelor
În vara anului 1930, guvernul sovietic a instituit un program de rechiziționare a alimentelor, în aparență pentru a crește exporturile de cereale. În același an, Ucraina a produs 27% din recolta sovietică, dar a asigurat 38% din livrări, iar în 1931 a efectuat 42% din livrări; cu toate acestea, recolta ucraineană a scăzut de la 23,9 milioane de tone la 18,3 milioane de tone în 1931, iar cota de 7,7 milioane de tone din anul precedent a rămas. Autoritățile au reușit să achiziționeze doar 7,2 milioane de tone și doar 4,3 milioane de tone dintr-o cotă redusă de 6,6 milioane de tone în 1932.
Între ianuarie și jumătatea lunii aprilie 1933, un factor care a contribuit la creșterea numărului de decese în anumite regiuni ale Ucrainei a fost căutarea neîncetată cerealelor pe care autoritățile le presupuneau ascunse și confiscarea tuturor alimentelor din anumite gospodării. Această acțiunea fusese aprobată implicit de Stalin printr-o telegramă pe care a trimis-o la 1 ianuarie 1933 guvernului ucrainean, amintind fermierilor ucraineni de pedepsele severe pentru nepredarea cerealelor pe care le-ar putea ascunde. 
În recenzia sa la cartea lui Anne Applebaum Foametea roșie: războiul lui Stalin împotriva Ucrainei, Mark Tauger face o estimare a celor afectați de căutarea rezervelor ascunse de cereale: „În capitolul 10, Applebaum descrie perchezițiile dure pe care personalul local, adesea ucrainean, le impunea în sate, pe baza unei colecții de memorii ucrainene (222), și prezintă multe întâmplări reale. Cu toate acestea, ea nu explică niciodată câți oameni au fost afectați de aceste acțiuni. Ea citează un decret ucrainean din noiembrie 1932 prin care se cerea formarea a 1.100 de brigăzi (229). Dacă fiecare dintre aceste 1100 de brigăzi a percheziționat 100 de gospodării, iar o gospodărie țărănească avea cinci persoane, atunci au luat mâncare de la 550.000 de persoane, din 20 de milioane, sau aproximativ 2-3 la sută”. 
Între timp, în Kazahstan, efectivele de animale și cereale au fost în mare parte rechiziționate între 1929 și 1932. O treime din cerealele republicii au fost rechiziționate și peste 1 milion de tone confiscate în 1930 pentru a asigura hrana orașelor. Istoricul Stephen G. Wheatcroft atribuie foametea din Kazahstan falsificării statisticilor realizate de autoritățile sovietice locale pentru a satisface așteptările nerealiste ale superiorilor lor, care au dus la rechiziționarea excesivă a resurselor kazahe.

### Represiunea religioasă
Inițiator al termenului de genocid, Raphael Lemkin a considerat că reprimarea Bisericii Ortodoxe este un aspect al genocidului împotriva ucrainenilor, atunci când este văzut în corelație cu Holodomorul. Colectivizarea nu a presupus doar achiziționarea de terenuri de la fermieri, ci și închiderea bisericilor, arderea icoanelor și arestarea preoților. Asociind biserica cu regimul țarist, statul sovietic a continuat să submineze biserica prin exproprieri și represiuni. Au tăiat sprijinul financiar al statului pentru biserică și au secularizat școlile bisericești. Țăranii au început să-i asocieze pe comuniști cu ateii, deoarece atacul asupra bisericii a fost atât de devastator. Identificarea puterii sovietice cu Antihristul a diminuat, de asemenea, sprijinul țăranilor pentru regimul sovietic. Zvonurile despre persecuția religioasă s-au răspândit mai ales din gură în gură, dar și prin pliante și proclamații. Preoții predicau că Antihristul a venit să pună „semnul diavolului” pe țărani.

### Exportul de cereale și alte produse alimentare
După ce a admis că există foamete în Ucraina datorită secetei și a recoltelor slabe, guvernul sovietic de la Moscova a continuat să exporte cereale în loc să păstreze recolta pentru a hrăni populația, deși în cantități mai mici decât în anii precedenți. În 1930-1931, au fost exportate 5.832.000 de tone de cereale. În 1931-1932, exporturile de cereale au scăzut la 4.786.000 de tone. În 1932-1933, exporturile de cereale au fost de doar 1.607.000 de tone, iar acestea au scăzut și mai mult la 1.441.000 de tone în 1933-1934.
Date publicate oficial au fost ușor diferite:
Cereale (în tone)
- 1930 - 4.846.024
- 1931 - 5.182.835
- 1932 - 1.819.114 (~750.000 în prima jumătate a anului 1932; de la sfârșitul lunii aprilie au fost importate și ~157.000 de tone de cereale)
- 1933 - 1.771.364 (~220.000 pe parcursul primei jumătăți a anului 1933;[45] de la sfârșitul lunii martie au fost importate și cereale)[78]

Din care grâu (în tone)
- 1930 - 2.530.953
- 1931 - 2.498.958
- 1932 - 550.917
- 1933 - 748.248

În 1932, prin porturile comerciale ucrainene au fost exportate 988.300 de tone de cereale și 16.500 de tone de alte tipuri de cereale. În 1933, totalul a fost de: 809.600 de tone de porumb, 2.600 de tone de alte tipuri de cereale, 3.500 de tone de carne, 400 de tone de unt și 2.500 de tone de pește. Aceleași porturi au importat mai puțin de 67.200 de tone de porumb și cereale în 1932 și 8.600 de tone de porumb în 1933.
În alte porturi sovietice au fost primite 164.000 de tone de porumb, 7.300 de tone de alte cereale, 31.500 de tone de făină, și nu mai mult de 177.000 de tone de carne și unt în 1932, și 230.000 de tone de porumb, 15.300 de tone de alte cereale, 100 de tone de carne, 900 de tone de unt și 34.300 de tone de pește în 1933.

### Legea celor trei spice
La 7 august 1932 a fost promulgat „Decretul privind protecția proprietății socialiste”, poreclit de fermieri Legea celor trei spice, care a fost promulgat la 7 august 1932. Scopul legii era de a proteja proprietatea fermelor colective - colhozurile. A fost supranumită „Legea celor trei spice” deoarece permitea ca oamenii să fie urmăriți penal pentru culegerea resturilor de cereale rămase pe câmp. Cu toate acestea, în practică, legea interzicea oamenilor înfometați să găsească resturi de mâncare pe câmpuri. Au existat peste 200.000 de persoane condamnate în baza acestei legi, iar pedeapsa pentru aceasta era adesea moartea. Potrivit cercetătorului I.V. Pîhalov, 3,5% dintre cei condamnați în baza „legii spicelor” au fost executați, 60,3% au primit o pedeapsă de 10 ani în GULAG, în timp ce 36,2% au fost condamnați la mai puțin de 10 ani. Instanțele de drept comun au condamnat la moarte 2686 de persoane între 7 august 1932 și 1 ianuarie 1933. Alte tipuri de instanțe de judecată au pronunțat, de asemenea, sentințe de condamnare la moarte în temeiul acestei legi, de exemplu, tribunalele de transporturi au pronunțat 812 sentințe de condamnare la moarte în temeiul acestei legi în aceeași perioadă.

### „Listele negre”
Sistemul de liste negre a fost oficializat în 1932 prin decretul din 20 noiembrie „Lupta împotriva influenței culacilor în fermele colective”. Lista neagră a fost unul dintre elementele de agitație-propagandă în Uniunea Sovietică, și în special în Ucraina și în zonele din Kuban locuite majoritar de populație cu origine etnică ucraineană, în anii 1930, care a coincis cu Holodomorul, foametea artificială impusă de regimul sovietic ca parte a unei politici de represiune. Pentru un colhoz, un sat sau un raion aflat pe lista neagră se anulau împrumuturile monetare și avansurile pentru cereale, se închideau magazinele, se confiscau proviziile de cereale, animalele și alimentele ca sancțiune și se întrerupea comerțul. Comitetele partidului comunist și ale fermei colective erau epurate și supuse arestării, iar teritoriul lor era izolat cu forța de către poliția secretă OGPU.
Deși în mod oficial viza doar fermele colective care nu reușeau să îndeplinească cotele de cereale și țăranii independenți cu impozite în natură restante, în practică pedeapsa a fost aplicată tuturor locuitorilor din satele și raioanele afectate, inclusiv profesorilor, comercianților și copiilor. În final, 37 din 392 de raioane împreună cu cel puțin 400 de ferme colective au fost trecute pe „lista rușinii” în Ucraina, mai mult de jumătate dintre fermele de pe lista neagră fiind doar în Regiunea Dnepropetrovsk. Fiecare raion din Dnipropetrovsk avea cel puțin un sat pe lista neagră, iar, în Regiunea Vinița, cinci raioane întregi erau pe lista neagră. Această regiune este situată chiar în mijlocul teritoriilor tradiționale ale cazacilor zaporojeni. Satele cazacilor au fost, de asemenea, trecute pe lista neagră în regiunile Volga și Kuban din Rusia. În 1932, 32 (din mai puțin de 200) de districte din Kazahstan care nu au respectat cotele de producție de cereale au fost trecute pe lista neagră.  Unele raioane trecute pe lista neagră în Regiunea Harkov au avut rate ale mortalității care au depășit 40% în timp ce în alte regiuni precum în  Vinița plasarea localităților pe lista neagră nu a avut niciun efect semnificativ asupra mortalității.

### Pașapoartele interne
Stalin a semnat în ianuarie 1933 decretul secret numit „Prevenirea exodului în masă al țăranilor care mor de foame”, restricționând călătoriile țăranilor după ce au crescut cererile pentru pâine în Kuban și Ucraina. Autoritățile sovietice au pus exodul țăranilor în timpul foametei pe seama elementelor antisovietice, spunând că „la fel ca și exodul din Ucraina de anul trecut, [aceasta] a fost organizată de dușmanii puterii sovietice”. There was a wave of migration due to starvation and authorities responded by introducing a requirement that passports be used to go between republics and banning travel by rail. 
Sistemul de pașapoarte în Uniunea Sovietică (cărți de identitate) a fost introdus la 27 decembrie 1932 pentru a face față exodului țăranilor din mediul rural. Persoanele care nu dețineau un astfel de document nu puteau să își părăsească locuințele, sub pedeapsa unor sancțiuni administrative, cum ar fi internarea în lagăre de muncă (Gulag). Populația rurală nu avea dreptul de a păstra în mod liber pașapoartele și, prin urmare, nu putea părăsi satele fără aprobare. Competența de a elibera pașapoarte revenea șefului colhozului, iar documentele de identitate erau păstrate de administrația fermelor colective. Această măsură a rămas în vigoare până în 1974.Unități ale GPU din întreaga Uniune Sovietică au format filtre speciale pentru prevenirea exodului țăranilor din regiunile afectate de foamete. Pe parcursul unei singure luni din 1933, 219.460 de persoane au fost fie interceptate și escortate înapoi, fie arestate și condamnate.
Lipsa pașapoartelor nu i-a putut împiedica complet pe țărani să părăsească mediul rural, dar doar puțini dintre cei care s-au infiltrat ilegal în orașe au putut să-și îmbunătățească soarta. Incapabili să își găsească de lucru sau eventual să cumpere sau să cerșească puțină pâine, țăranii au murit pe străzile din Harkov, Kiev, Dnipropetrovsk, Poltava, Vinița și din alte orașe mari din Ucraina. S-a estimat că au existat aproximativ 150.000 de morți în plus ca urmare a acestei politici, iar Michael Ellman afirmă că aceste decese constituie crime împotriva umanității. În schimb, istoricul Stephen Kotkin susține că ermetizarea granițelor ucrainene cauzată de sistemul de pașapoarte interne a avut ca scop prevenirea răspândirii bolilor legate de foamete.

### Confiscarea stocuriolor de rezervă
Pentru completarea cotele de achiziție de cereale neîndeplinite în Ucraina, rezervele de cereale au fost confiscate din trei surse, care au inclus, potrivit lui Oleh Wolowyna, „(a) cereale depozitate ca stoc de semințe pentru următoarea recoltă; (b) fondul de cereale pentru situații de urgență; (c) cereale distribuite colhoznicilor ca plată pentru munca efectuată, care trebuiau returnate dacă ferma colectivă nu-și îndeplinea cotele”. 

### Epurările
În Ucraina, a avut loc o epurare generalizată a oficialilor partidului comunist la toate nivelurile. Potrivit lui Oleh Wolowyna, au fost eliminate 390 de grupuri „antisovietice, insurgente contrarevoluționare și șovine”, ceea ce a dus la 37.797 de arestări, la 719 execuții, iar 8.003 persoane au fost trimise în lagărele Gulag și 2.728 au fost deportate în regiuni izolate ale URSS. 120.000 de persoane din Ucraina au fost cercetate în primele 10 luni ale anului 1933 în cadrul unei epurări de sus în jos a partidului comunist, care a dus la eliminarea a 23% dintre ele ca elemente considerate ostile clasei muncitoare. Pavel Posțîșev a fost responsabilul trimis de la Moscova să conducă campania de epurări a partidului de elementele „ostile”. Până la sfârșitul anului 1933, 60% din șefii sovietelorr sătești și ai comitetelor raionale din Ucraina au fost înlocuiți, iar alți 40.000 de activiști de rang inferior au fost epurați.
Epurările au fost, de asemenea, ample în teritoriile populate de ucraineni din Kuban și Caucazul de Nord. 358 din cei 716 secretari de partid din Kuban au fost eliminați, împreună cu 43% din cei 25.000 de membri de partid de acolo. În total, 40% din cei 115.000-120.000 de membri de partid din mediul rural din Caucazul de Nord au fost eliminați într-un fel sau altul. Au fost vizați de asemenea oficialii de partid asociați cu ucrainizarea, deoarece politica națională era văzută ca fiind legată de eșecul achizițiilor de cereale de către autoritățile sovietice.

### Neacceptarea ajutorului din străinătate
În ciuda crizei, guvernul sovietic a refuzat în mod expres să ceară ajutor străin pentru combaterea foametei și, în schimb, a negat în mod activ existența foametei.

## Canibalismul
Există dovezi cu privire la răspândirea canibalismului în timpul foametei din Ucraina  și Kazahstan. Unii dintre cei înfometați și care s-au angajat în canibalism au consumat cadavrelor celor morți sau au ucis alți oameni pentru ca să se hrănească cu carnea lor. Peste 2.500 de persoane au fost condamnate pentru canibalism în timpul foametei.
Un exemplu de mărturie a canibalismului în Ucraina în timpul foametei este următorul: „Supraviețuirea a fost o luptă atât morală, cât și fizică. O doctoriță i-a scris unei prietene în iunie 1933 că nu devenise încă canibal, dar că «nu era sigură că nu voi fi una până când scrisoarea mea va ajunge la tine». Oamenii buni au murit primii. Cei care au refuzat să fure sau să se prostitueze au murit. Cei care au dat mâncare altora au murit. Cei care au refuzat să mănânce cadavre au murit. Cei care au refuzat să își ucidă semenii au murit. Părinții care s-au împotrivit canibalismului au murit înaintea copiilor lor”. Regimul sovietic a tipărit afișe care declarau: „Să-ți mănânci propriii copii este un act barbar”.:225

## Refugiații foametei
Din cauza înfometării, 665.000 de kazahi au fugit din Kazahstan, împreună cu 900.000 de vite, și s-au refugiat în China, Mongolia, Afganistan, Iran și republicile sovietice Uzbekistan, Kârgâzstan, Turkmenistan, Tadjikistan și Rusia în căutarea de hrană și de locuri de muncă în regiunile nou industrializate din vestul Siberiei. Ulterior guvernul sovietic a depus eforturi pentru repatrierea lor. 70% dintre refugiați au supraviețuit, iar restul au murit din cauza epidemiilor și a foamei.
Un monument pentru victimele foametei a fost construit în 2017.

## Ajutorul alimentar
Istoricul Timothy D. Snyder spune că autoritățile de la Moscova au refuzat să ofere ajutor, în ciuda cererilor de asistență și a situației dovedite de foamete. Snyder a afirmat că, deși Stalin a recunoscut în privat că în Ucraina exista o foamete, nu a dat curs unei cereri de ajutor alimentar din partea conducerii partidului ucrainean. Primele rapoarte privind malnutriția și foametea din zonele rurale și din orașe, care erau insuficient aprovizionate prin sistemul de raționalizare recent introdus, către  Administrația Politică de Stat , autoritățile centrale regionale ucrainene sunt datate la mijlocul lunii ianuarie 1933. Cu toate acestea, primul ajutor alimentar trimis de autoritățile centrale sovietice pentru regiunile Odesa și Dnepropetrovsk 400.000 de puduri (6.600 de tone în total, sau 200.000 de puduri / 3.300 de tone pentru fiecare) a apărut abia în 7 februarie 1933.
Au fost introduse măsuri de rezolvare a cazurilor prin utilizarea resurselor disponibile la nivel local. În timp ce numărul de astfel de rapoarte a crescut, CC al Partidulului Comunist (bolșevic) din Ucraina a emis un decret la 8 februarie 1933, prin care se cerea ca fiecare caz de foamete să fie tratat fără întârziere și cu o mobilizare maximă a resurselor de către colhozuri, orașe, regiuni și raioane. Decretul a stabilit un termen de șapte zile pentru ajutorul alimentar care urma să fie furnizat din surse centrale. La 20 februarie 1933, regiunea Dnipropetrovsk a primit 1,2 milioane de puduri de ajutor alimentar, Odessa a primit 800 de mii, iar Harkov a primit 300 de mii. La 18 martie, Regiunii Kiev i-au fost alocate 6 milioane de puduri. Autoritățile ucrainene au oferit la rândul lor ajutor, dar acesta a fost limitat de resursele disponibile. Pentru a ajuta copiii orfani, GPU-ul ucrainean și Comisariatul Poporului pentru Sănătate au creat o comisie specială, care a înființat o rețea de grădinițe unde copiii puteau primi hrană. În zonele urbane afectate de penuria de alimente s-a trecut la un sistem de raționalizare. La 20 martie 1933, Stalin a semnat un decret prin care a redus taxa lunară de morărit în Ucraina cu 14.000 de tone, care urmau să fie redistribuite ca o sursă suplimentară de pâine „pentru studenți, orașele mici și întreprinderile mici din marile orașe și în special din Kiev”.
După primul val de foamete din februarie și martie, autoritățile ucrainene s-au confruntat cu un al doilea val de foamete și malnutriție în lunile aprilie și mai, în special în regiunile Kiev și Harkov. Situația a fost agravată de iarna prelungită.
Între februarie și iunie 1933, treizeci și cinci de decizii ale Politburo și decrete ale Sovnarkom au autorizat eliberarea unui total de 35,19 milioane de puduri (576.400 tone. adică mai mult de jumătate din ajutorul total acordat agriculturii sovietice în ansamblu. 1,1 milioane de tone au fost furnizate de autoritățile centrale sovietice în iarna și primăvara anului 1933, printre care cereale și semințe pentru țăranii, colhozurile iî sovhozurile din RSS Ucraineană. Aceste cifre nu au inclus ajutorul pentru cereale și făină oferit pentru populația urbană și copii, sau ajutorul din surse locale. În Rusia, Stalin a autorizat personal distribuirea de ajutoare ca răspuns la cererea lui Mihail Șolohov, al cărui raion fusese afectat de foamete. La 6 aprilie 1933, Șolohov, care locuia în raionul Vioșenskii (Regiunea Rostov), i-a scris pe larg lui Stalin, descriind condițiile de foamete și cerându-i să furnizeze cereale. Stalin a primit scrisoarea la 15 aprilie 1933, iar Politburo a acordat 700 de tone de cereale acelui district la 6 aprilie 1933. Stalin i-a trimis o telegramă lui Șolohov în care scria următoarele „Vom face tot ceea ce este necesar. Informați mărimea ajutorului necesar. Precizați o cifră”. Șolohov a răspuns în aceeași zi, iar la 22 aprilie 1933, ziua în care Stalin a primit a doua scrisoare, Stalin l-a certat: „Ar fi trebuit să trimiteți răspunsul nu prin scrisoare, ci prin telegramă. Ați pierdut timp”.  De asemenea, Stalin l-a mustrat mai târziu pe Șolohov pentru că nu a recunoscut că în raionul său ar fi exista și acte de sabotaj. Acesta a fost singurul caz în care un anumit ajutor a fost acordat datorită unei intervenții personale la Stalină unui anumit district. Alte apeluri nu au avut succes, multe apeluri disperate au fost respinse.
Documentele din arhivele sovietice indică faptul că distribuirea ajutoarelor s-a făcut în mod selectiv în zonele cele mai afectate, iar în lunile de primăvară, acest tip de asistență a fost scopul efortului de ajutorare. O rezoluție specială a Comitetului Central al Partidul Comunist (bolșevic) al Ucrainei pentru Regiunea Kiev din 31 martie 1933 a ordonat ca țăranii să fie spitalizați cu pacienți bolnavi sau în convalescență. Rezoluția a ordonat îmbunătățirea alimentației în limita resurselor disponibile, astfel încât să poată fi trimiși pe câmp pentru a semăna noua recoltă cât mai repede posibil. 
Ultima decizie Politburo al Partidului Comunist al întregii Uniuni (bolșevic) privind ajutorul alimentar pentru întreaga RSS Ucraineană a fost emisă la 13 iunie 1933. Ordine separate privind ajutorul alimentar pentru regiunile din Ucraina au apărut la sfârșitul lunii iunie până la începutul lunii iulie 1933 pentru regiunile  Dnipropetrovsk,  Vinița și Kiev. Pentru colhozurile din Regiunea Harkov, asistența a fost acordată până la sfârșitul lunii iulie 1933 (decizia Politburo din 20 iulie 1933).

### Distribuția selectivă a ajutoarelor
Distribuirea ajutoarelor alimentare în urma foametei a fost selectivă atât în Ucraina, cât și în Kazahstan. Regiunile mari producătoare de cereale din Ucraina, cum ar fi  Dnipropetrovsk, au primit mai rapid mai multe ajutoare decât regiunile mai grav afectate, cum ar fi  Harkov, care produceau mai puține cereale.  I. V. Stalin l-a citat în timpul foametei pe  V. I. Lenin spunând „Cine nu muncește, nu mănâncă!” 
Această abordare este susținută de Michael Ellman⁠(d) și anume că politica oficială în timpul foametei a fost aceea că cei considerați leneși au fost defavorizați în distribuirea ajutoarelor în comparație cu cei considerați „colhoznici care muncesc conștiincios”. În aceeași ordine de idei, Olga Andriewsky afirmă că arhivele sovietice indică faptul că ajutorul în Ucraina a fost distribuit în primul rând pentru a păstra sistemul de ferme colective și că doar cei mai productivi lucrători au fost prioritizați pentru primirea ajutorului. Raționalizarea alimentelor în Ucraina a fost determinată de categoriile de orașe (unde se locuia, capitalelor și centrelor industriale fiindu-le distribuite preferențial cantități mai mari), de categoriile profesionale (muncitorii industriali și feroviari fiind favorizați în comparație cu intelectualii sau alte categorii muncitori), de statutul în unitatea familială (persoanele angajate având dreptul la rații mai mari decât persoanele dependente și bătrânii) și de tipul de loc de muncă în raport cu industrializarea (cei care lucrau în întreprinderi industriale în apropierea oțelăriilor fiind favorizați față de cei care lucrau în zonele rurale sau în alimentație).
Se poate spune că discriminarea în ceea ce privește ajutorul a fost și mai gravă în Kazahstan, unde activiștii originari din Rusia europeană aveau o putere disproporționată în partid, ceea ce a fost considerat a fi o cauză pentru care nomazii indigeni au suferit cel mai mult de pe urma procesului de colectivizare, mai degrabă decât secțiunile europene ale țării. During the famine, some ethnic Kazakhs were expelled from their land to make room for 200,000 Deportații (strămutații forțați) și prizonieri din Gulag au primit o parte din puținele alimentele kazahe. Ajutorul alimentar pentru kazahi a fost distribuit în mod selectiv pentru a elimina dușmanii de clasă, cum erau „baii” (chiaburii kazahi). În ciuda ordinelor contrare venite de sus, multor kazahi li s-a refuzat ajutorul alimentar, deoarece oficialii locali îi considerau neproductivi, iar ajutorul a fost acordat în schimb lucrătorilor europeni din țară. Aproape de sfârșitul foametei din Kazahstan, Filipp Goloșciokin a fost înlocuit cu Levon Mirzoian, care a avut o atitudine agresivă în special față de refugiații de foamete și a refuzat ajutorul alimentar în zonele conduse de cadre care cereau mai multă hrană pentru regiunile lor folosind „telegrame lacrimogene”. Într-un caz, sub conducerea lui Mirzoian, un plenipotențiar și-a organizat petrecerea de nuntă și a uitat de documentele de ajutor alimentar o lună întreagă, în timp ce sute de kazahi au murit de foame.

## Reacții
Foametea din 1932-1933 a fost negată oficial, astfel încât orice discuție pe această temă a fost clasificat drept propagandă criminală antisovietică până la Perestroika.
Unii jurnaliști cunoscuți, mai ales Walter Duranty⁠(d) de la The New York Times, au minimalizat foametea și numărul de morți. În 1932, a primit Premiul Pulitzer pentru reportajul său despre primul plan cincinal al Uniunii Sovietice  și a fost considerat cel mai experimentat jurnalist occidental care a scris despre foamete. În articolul „Russians Hungry, But Not Starving” (Rușii sunt flămânzi, dar nu mor de foame), el a răspuns la o relatare despre foametea din Ucraina și, deși a recunoscut că a existat o malnutriție generalizată în anumite zone ale Uniunii Sovietice, inclusiv în părți din Caucazul de Nord și din partea inferioară a cursului Volgăi, în general nu a fost de acord cu amploarea fenomenului și a susținut că nu a existat o foamete. Reportajele lui Duranty au contribuit direct la recunoașterea oficială de către Franklin D. Roosevelt a Uniunii Sovietice în 1933 și a revocat recunoașterea oficială de către Statele Unite a unei Ucraine independente. O poziție similară a fost adoptată de prim-ministrul francez Edouard Herriot⁠(d), care a vizitat teritoriul Ucrainei în timpul șederii sale în Uniunea Sovietică. Alți jurnaliști occidentali au relatat despre foamete la acea vreme, printre care Malcolm Muggeridge și Gareth Jones, și au criticat aspru relatarea lui Duranty. Lor li s-a interzis ulterior să se întoarcă în Uniunea Sovietică.
În copilărie, Mihail Gorbaciov a trecut prin foametea sovietică din Ținutul Stavropol. El și-a amintit într-o carte de memorii că „În acel an teribil [1933], aproape jumătate din populația satului meu natal, Privolnoe, a murit de foame, inclusiv două surori și un frate al tatălui meu”. Este posibil ca Ferma animalelor a lui George Orwell să fi fost inspirată de articolele lui Gareth Jones despre Marea Foamete din 1932-1933 dar acest lucru este contestat.
Membrii comunității internaționale au denunțat guvernul sovietic pentru evenimentele din anii 1932-1933. Cu toate acestea, clasificarea foametei ucrainene drept genocid este un subiect de dezbatere. O critică cuprinzătoare este prezentată de Michael Ellman⁠(d) în articolul „Stalin and the Soviet Famine of 1932-1933 Revisited” publicat în revista Europe-Asia Studies. Ellman se referă la  Convenția privind genocidul, care specifică faptul că genocidul este distrugerea „în întregime sau în parte” a unui grup național și „orice acte comise cu intenția de a distruge, în întregime sau în parte, un grup național, etnic, rasial sau religios”.  Motivele foametei ar fi avut la bază industrializarea și colectivizarea pe scară largă a fermelor, care au implicat creșterea taxelor, a cotelor de livrare a cerealelor și deposedarea de toate resursele. Aceasta din urmă a întâmpinat rezistență, la care s-a răspuns prin „impunerea unor cote de predare din ce în ce mai mari și confiscarea produselor alimentare”. Deoarece oamenii au rămas cu o cantitate insuficientă de hrană în urma rechizițiilor, a apărut foametea. Prin urmare, foametea a avut loc în mare parte din cauza politicilor care au favorizat obiectivele colectivizării și industrializării, mai degrabă decât din cauza încercării deliberate de a-i distruge pe kazahi sau pe ucraineni ca popor.
În Foametea roșie: Războiul lui Stalin împotriva Ucrainei, câștigătoarea premiului Pulitzer Anne Applebaum⁠(d) spune că definiția genocidului a ONU este prea îngustă din cauza influenței sovietice asupra Convenției privind genocidul. În locul unei definiții largi, care ar fi inclus crimele sovietice împotriva culacilor și ucrainenilor, Applebaum scrie că genocidul „a ajuns să însemne eliminarea fizică a unui întreg grup etnic, într-o manieră similară cu Holocaustul. Holodomorul nu îndeplinește acest criteriu... Acest lucru nu este deloc surprinzător, având în vedere că Uniunea Sovietică însăși a ajutat la modelarea limbajului tocmai pentru a preveni ca crimele sovietice, inclusiv Holodomor, să fie clasificate drept «genocid»”. Applebaum mai afirmă: „Acumularea dovezilor înseamnă că, în zilele noastre, contează mai puțin dacă foametea din 1932-1933 este numită genocid, crimă împotriva umanității sau pur și simplu un act de teroare în masă. Oricare ar fi definiția, a fost un asalt oribil, efectuat de un guvern împotriva propriului său popor ... Faptul că foametea a avut loc, că a fost deliberată și că a făcut parte dintr-un plan politic de subminare a identității ucrainene este din ce în ce mai larg acceptat, atât în Ucraina, cât și în Occident, indiferent dacă o instanță internațională o confirmă sau nu”.

## Estimarea pierderilor de vieți omenești
S-a estimat că între 3,3 și 3,9 milioane au murit în Ucraina, între 2 și 3 milioane de oameni au murit în Rusia, și 1,5-2 milioane (dintre care 1,3 milioane erau etnici kazahi) au murit în Kazahstan. Kazahstanul a pierdut mai mult de jumătate din populația sa în 15 ani datorită acestei foamete și a celei din 1919-1922. Foametea i-a transformat pe kazahi într-o minoritate în propria lor republică. Înainte de foamete, aproximativ 60% din populația republicii erau kazahi. După foamete, doar aproximativ 38% din populație era kazahă.
Numărul exact al deceselor este greu de determinat din cauza lipsei înregistrărilor de încredere, dar numărul crește semnificativ atunci când sunt incluse și decesele din regiunea Kuban, dens populată de ucraineni. 
Estimările mai vechi sunt încă des citate în comentariile politice. În 1987, Robert Conquest a apreciat că numărul de kazahi care au murit în timpul foametei a fost de un milion. Un număr mare de kazahi nomazi au plecat în străinătate, mai ales în China și Mongolia. În 1993, în capitolul „Population Dynamics: Consequences of Regular and Irregular Changes” din lucrarea „Demographic Trends and Patterns in the Soviet Union Before 1991”, autorii au susținut următoarele „colectivizarea generală și represiunile legate de aceasta, precum și foametea din 1933, ar putea fi responsabile pentru 7 milioane de morți”. În 2007, David R. Marples a estimat că 7,5 milioane de oameni au murit ca urmare a foametei din Ucraina sovietică, dintre care 4 milioane erau etnici ucraineni. Conform concluziilor din 2010 a Curții de Apel din Kiev, pierderile demografice cauzate de foamete s-au ridicat la 10 milioane de persoane, cu 3,9 milioane de decese directe cauzate de foamete și alte 6,1 milioane de deficit de natalitate. Mai târziu, în 2010, Timothy Snyder a estimat că aproximativ 3,3 milioane de oameni au murit în total în Ucraina In 2013, it was said that total excess deaths in Ukraine could not have exceeded 2.9 million.
Alte estimări privind numărul de morți din cauza foametei sunt următoarele:
- Cartea din 2004 Anii foametei: Agricultura sovietrică, 1931-1933' de R. W. Davies și Stephen G. Wheatcroft oferă o estimare de 5,5 până la 6,5 milioane de morți.[139]
- Encyclopædia Britannica estimează că între 6 și 8 milioane de oameni au murit de foame în Uniunea Sovietică în această perioadă, dintre care 4-5 milioane erau ucraineni.[140] În Encyclopædia Britannica Online se poate în 2021, în: „Între 4 și 5 milioane de oameni au murit în Ucraina, iar alte 2 sau 3 milioane în Caucazul de Nord și în zona Volga inferioară”.[141]
- Robert Conquest a estimat cel puțin 7 milioane de țărani au murit de foame în partea europeană a Uniunii Sovietice în 1932-1933 (5 milioane în Ucraina, 1 milion în Caucazul de Nord și 1 milion în alte părți), și încă 1 milion au murit de foame ca urmare a collectivizării în RASS Kazahă.[142]
- Un alt studiu realizat de Michael Ellman folosind datele oferite de Davies și Wheatcroft estimează „aproximativ opt milioane și jumătate de victime ale foametei și represiunii” combinate în perioada 1930-1933.[143]
- În cartea sa din 2010 Stalin's Genocides, Norman Naimark estimează că între 3 și 5 milioane de ucraineni au murit în timpul foametei.[16]
- În 2008, Duma de Stat rusă a emis o declarație despre foamete, afirmând că numărul estimat al morților este de aproximativ 7 milioane de oameni.[144]
- Pierderile de vieți omenești în zona rurală ucraineană sunt estimate la aproximativ 5 milioane de oameni de către o altă sursă.[145]
- Un articol din 2020 al lui Oleh Wolowyna din Journal of Genocide Research⁠(d) a estimat 8,7 milioane de morți în întreaga Uniune Sovietică, din care 3,9 milioane în Ucraina, 3,3 milioane în Rusia și 1,3 milioane în Kazahstan, plus un număr mai mic de morți în alte republici.[5]

### Erorile și posibilele falsificări
Există cazuri în care exactitatea datelor este contestată. Un exemplu este harta mortalității din Ucraina publicată în Statele Unite în 1988. Harta prezintă raioanele sud-vestice ale Regiunea Odesa ca făcând parte din RSS Ucraineană, în timp ce în realitate acestea făceau parte din Regatul României în anii 1930. În același timp, harta nu prezintă RASS Moldovenească, care făcea parte din RSS Ucraineană la acea vreme.
Foarte cunoscută a devenit o întâmplare care a avut loc în 2006, în timpul mandatului președintelui ucrainean Viktor Iușcenko. În muzeul Holodomorului din Sevastopol au fost expuse fotografii care ar fi arătat victimele foametei din Ucraina, dar ulterior s-a dovedit că fotografiile au fost făcute în timpul foametei din Rusia din regiunea fluviului Volga la începutul anilor 1920 și în Statele Unite în timpul Marei crize economice. Aceste fotografii au apărut și pe site-ul președintelui Ucrainei. După izbucnirea scandalului, expoziția a fost închisă, iar structura de presă a SBU, din arhivele căreia se presupune că au fost scoase fotografiile, a recunoscut incidentul ca fiind „un incident izolat și o neînțelegere neplăcută”.  Publicarea acestor fotografii continuă până în prezent, printre care și "Originile răului. Secretul comunismului" și IPV News USA. Sursa originală a acestei fotografii provine din albumul de fotografii La famine en Russie, care a fost publicat la Geneva în 1922 în franceză și rusă.